# 軍妓慰安婦
《軍妓慰安婦》是1992年的一部香港三級電影。由呂小龍執導，李莉莉、呂小龍、袁雯、鄭良安等主演。

## 劇情
電影講述了日本記者秋山和美報導日軍作戰時，無意中發現慰安婦的故事。

## 演員
| 演員   | 角色     |
| 李莉莉 | 秋山和美 |
| 呂小龍 | 中村謙一 |
| 袁雯   | 新井美子 |
| 鄭良安 | 黑田進一 |
| 金中一 | 川崎秀樹 |
| 崔金姬 | 崔蓮玉   |
| 郭可琦 | 張偉     |

## 外部連結
- 香港影庫上《軍妓慰安婦》的資料（繁體中文）
- 豆瓣电影上《軍妓慰安婦》的資料 （简体中文）
- 開眼電影網上《軍妓慰安婦》的資料（繁體中文）
- 时光网上《軍妓慰安婦》的資料（简体中文）
- 互联网电影数据库（IMDb）上《軍妓慰安婦》的资料（英文）